# 野城亮
野城 亮（のしろ りょう、1989年7月21日 - ）は、日本のホラー作家。千葉県八千代市出身、千葉市在住。

## 経歴・人物
千葉県立柏井高等学校卒業。投稿作「竹之山の斜陽」が第24回日本ホラー小説大賞読者賞を受賞。同作を改題・改稿した『ハラサキ』にて作家デビューした。『ハラサキ』はループものホラーの佳作。同作は櫻シノによってコミカライズされている（全2巻）。

## 作品リスト

### 単行本
- 『ハラサキ』（角川ホラー文庫、2017年10月）

### 雑誌掲載作品
エッセイ
- 「受賞の言葉」 : 『小説 野性時代』164号 KADOKAWA 2017年6月12日発売 掲載